# Now Jūb
Now Jūb (persiska: نوجوب) är en ort i Iran.   Den ligger i provinsen Kermanshah, i den västra delen av landet, 400 km väster om huvudstaden Teheran. Now Jūb ligger 1 483 meter över havet och antalet invånare är 227.
Terrängen runt Now Jūb är huvudsakligen kuperad, men den allra närmaste omgivningen är platt.Runt Now Jūb är det ganska tätbefolkat, med 185 invånare per kvadratkilometer. Närmaste större samhälle är Sarāb-e Sar Fīrūzābād, 16,1 km öster om Now Jūb. Trakten runt Now Jūb består till största delen av jordbruksmark.